# Franco Causio
Franco Causio (Lecce, 1º febbraio 1949) è un ex calciatore e dirigente sportivo italiano, di ruolo centrocampista o attaccante.
I suoi maggiori successi a livello di club furono legati alla Juventus, con la quale vinse tra l'altro sei scudetti, mentre con la nazionale italiana trionfò al campionato del mondo 1982.

## Caratteristiche tecniche
Noto come Il Barone, soprannome coniato dal giornalista de La Stampa Fulvio Cinti, Causio era un'ala destra dotata di fantasia, di un ottimo controllo di palla e abilità nel dribbling; forniva precisi traversoni al centro dell'area dopo avere percorso tutta la fascia.

## Carriera

### Giocatore

#### Club

##### Gli inizi, Juventus

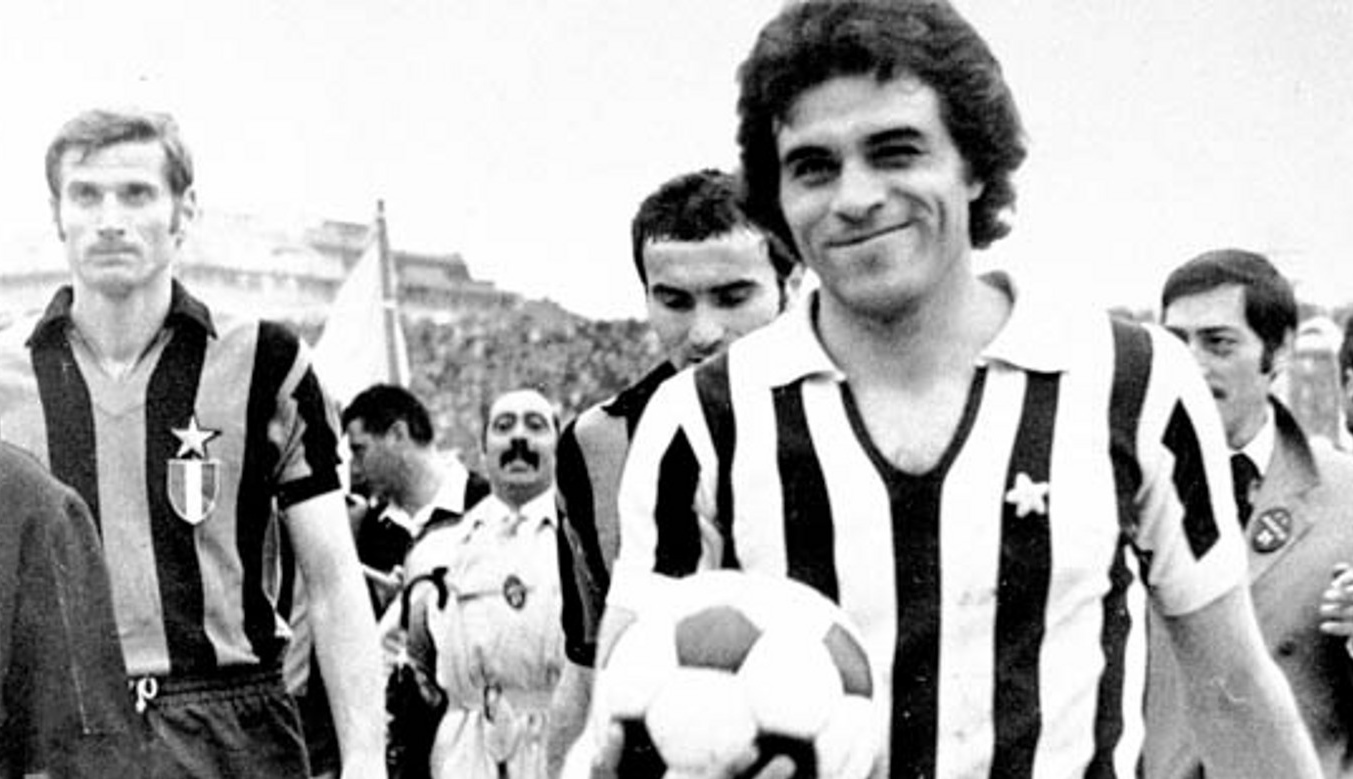
Lo juventino Causio (a destra) si porta a casa il pallone dopo la tripletta nel derby d'Italia del 23 aprile 1972, decisiva per strappare lo Scudetto dalle maglie dell'.

Causio esordisce nel calcio professionistico appena quindicenne con la squadra in cui è cresciuto, il Lecce, nel campionato di Serie C 1964-1965. Dalla squadra salentina, dopo avere collezionato 3 presenze nella stagione d'esordio, si trasferisce alla Sambenedettese. Qui, nella stagione 1965-1966, colleziona 13 presenze, sempre in Serie C.
Viene quindi notato dalla Juventus che lo ingaggia nel 1966. Nel primo anno in bianconero non scende mai in campo, mentre nella seconda stagione marca una sola presenza che gli vale l'esordio in Serie A: la partita è Mantova-Juventus (0-0) del 21 gennaio 1968.
Il successivo biennio lo passa in prestito, dapprima alla Reggina, dove totalizza 30 presenze e 5 gol nel campionato di Serie B 1968-1969, e poi nell'annata seguente al Palermo, segnando 3 gol in 22 partite nel suo primo campionato da titolare in massima serie.
Nel 1970 rientra alla Juventus dove, inizialmente, rimane inquadrato nella squadra riserve. Tuttavia ben presto si guadagna la fiducia dell'allenatore della prima squadra, Armando Picchi, il quale dall'autunno seguente lo promuove stabilmente a titolare. Nonostante l'ancora giovane età diventa ben presto una delle colonne della squadra bianconera, di cui vestirà la maglia ininterrottamente per le successive undici stagioni: coi torinesi vince sei scudetti, la Coppa UEFA 1976-1977 e la Coppa Italia 1978-1979.

##### Udinese, gli ultimi anni
Con la Juventus nel frattempo orientatasi a puntare per ragioni anagrafiche sui più giovani Pierino Fanna e Domenico Marocchino, nel 1981 viene ceduto all'Udinese. Il passaggio in provincia, che poteva far pensare a un precoce tramonto della carriera, si rivela in realtà una «seconda giovinezza» per Causio il quale gioca per altri tre anni ad alto livello, riconquistando altresì la maglia della nazionale.

Causio in azione all'Udinese nel campionato 1981-1982

Si trasferisce all'Inter nel 1984, militando in nerazzurro per una sola stagione, per poi fare ritorno dopo vent'anni al Lecce, club che lo aveva lanciato agli esordi, e che nella stagione 1985-1986 è all'esordio in Serie A. Nella Triestina, sua ultima squadra, chiuse la carriera alla fine del campionato di Serie B 1987-1988, dopo una vittoria 2-1 sulla Cremonese.

#### Nazionale
Con la nazionale italiana esordisce a 23 anni a Milano, il 29 aprile 1972 contro il Belgio, nell'andata dei quarti di finale del campionato d'Europa. Partecipa poi al campionato del mondo 1974 in Germania Ovest con il commissario tecnico Ferruccio Valcareggi, dove ottiene 2 presenze. Divenuto titolare, prende parte al campionato del mondo 1978 in Argentina, disputando tutti gli incontri e realizzando un gol nella finale per il terzo posto persa contro il Brasile.

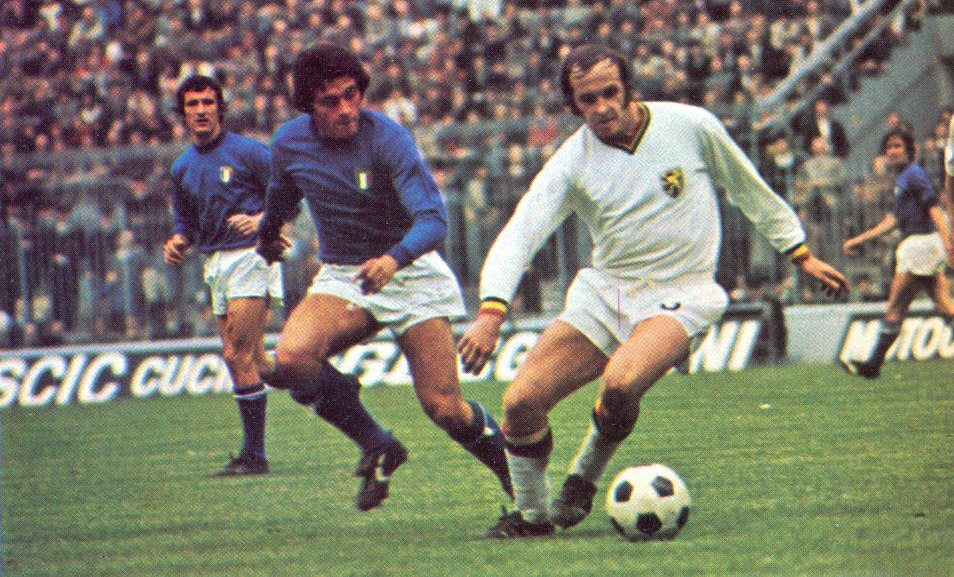
Causio (a sinistra) a Milano nel 1972, al debutto in nazionale, contro il belga Dockx.

A 33 anni partecipa anche al vittorioso campionato del mondo 1982 in Spagna, nel quale ottiene 2 presenze; da ricordare poi come, a dimostrazione della grande stima e in segno di riconoscenza, il selezionatore Enzo Bearzot lo fece scendere in campo all'ultimo minuto della finale vinta 3-1 contro la Germania Ovest, l'11 luglio di quell'anno a Madrid. In finale contribuisce solo con un possesso palla e una rimessa laterale.
Conclude la sua carriera in maglia azzurra il 12 febbraio 1983, a 34 anni, nella partita Cipro-Italia (1-1) in cui era stato schierato, dopo tanto tempo, fin dal primo minuto; l'incontro, conclusosi in pareggio, era valido per la fase di qualificazione al campionato d'Europa 1984. In undici anni totalizzò 63 presenze e 6 reti con la maglia della nazionale.

### Dopo il ritiro
Dopo il ritiro si è stabilito a Udine, dove ha aperto un negozio di articoli sportivi. Ha giocato nella nazionale over 40 dell'Italia, ed è stato dirigente sportivo e team manager in varie squadre, tra le quali l'Udinese. È stato voce tecnica nelle telecronache per Sky Sport, oltreché di quelle del club friulano sul canale tematico Udinese TV, per il quale è anche ospite fisso in molti programmi.
Nel 2015 ha scritto con Italo Cucci il libro Vincere è l'unica cosa che conta.

## Statistiche

### Presenze e reti nei club
| Stagione         | Squadra          | Campionato       | Campionato | Campionato | Coppe nazionali | Coppe nazionali | Coppe nazionali | Coppe continentali | Coppe continentali | Coppe continentali | Altre coppe | Altre coppe | Altre coppe | Totale | Totale |
| Stagione         | Squadra          | Comp             | Pres       | Reti       | Comp            | Pres            | Reti            | Comp               | Pres               | Reti               | Comp        | Pres        | Reti        | Pres   | Reti   |
| ---------------- | ---------------- | ---------------- | ---------- | ---------- | --------------- | --------------- | --------------- | ------------------ | ------------------ | ------------------ | ----------- | ----------- | ----------- | ------ | ------ |
| 1964-1965        | Lecce            | C                | 3          | 0          | -               | -               | -               | -                  | -                  | -                  | -           | -           | -           | 3      | 0      |
| 1965-1966        | Sambenedettese   | C                | 13         | 0          | -               | -               | -               | -                  | -                  | -                  | -           | -           | -           | 13     | 0      |
| 1966-1967        | Juventus         | A                | 0          | 0          | CI              | 0               | 0               | CdF                | 0                  | 0                  | -           | -           | -           | 0      | 0      |
| 1967-1968        | Juventus         | A                | 1          | 0          | CI              | 0               | 0               | CC                 | 0                  | 0                  | -           | -           | -           | 1      | 0      |
| 1968-1969        | Reggina          | B                | 30         | 5          | CI              | 0               | 0               | -                  | -                  | -                  | -           | -           | -           | 30     | 5      |
| 1969-1970        | Palermo          | A                | 22         | 3          | CI              | 3               | 1               | -                  | -                  | -                  | -           | -           | -           | 25     | 4      |
| 1970-1971        | Juventus         | A                | 20         | 6          | CI              | 0               | 0               | CdF                | 12                 | 1                  | TP          | 1           | 0           | 33     | 7      |
| 1971-1972        | Juventus         | A                | 30         | 6          | CI              | 9               | 2               | CU                 | 6                  | 2                  | -           | -           | -           | 45     | 10     |
| 1972-1973        | Juventus         | A                | 28         | 8          | CI              | 10              | 4               | CC                 | 9                  | 1                  | -           | -           | -           | 47     | 13     |
| 1973-1974        | Juventus         | A                | 28         | 2          | CI              | 8               | 1               | CC                 | 2                  | 0                  | CInt        | 1           | 0           | 39     | 3      |
| 1974-1975        | Juventus         | A                | 28         | 7          | CI              | 8               | 0               | CU                 | 9                  | 0                  | -           | -           | -           | 45     | 7      |
| 1975-1976        | Juventus         | A                | 29         | 5          | CI              | 3               | 1               | CC                 | 3                  | 0                  | -           | -           | -           | 35     | 6      |
| 1976-1977        | Juventus         | A                | 30         | 5          | CI              | 9               | 1               | CU                 | 11                 | 1                  | -           | -           | -           | 50     | 7      |
| 1977-1978        | Juventus         | A                | 30         | 3          | CI              | 4               | 0               | CC                 | 7                  | 2                  | -           | -           | -           | 41     | 5      |
| 1978-1979        | Juventus         | A                | 30         | 1          | CI              | 9               | 3               | CC                 | 2                  | 0                  | -           | -           | -           | 41     | 4      |
| 1979-1980        | Juventus         | A                | 26         | 4          | CI              | 4               | 0               | CdC                | 7                  | 3                  | -           | -           | -           | 37     | 7      |
| 1980-1981        | Juventus         | A                | 25         | 2          | CI              | 6               | 1               | CU                 | 3                  | 0                  | TC          | 4           | 0           | 38     | 3      |
| Totale Juventus  | Totale Juventus  | Totale Juventus  | 305        | 49         |                 | 70              | 13              |                    | 71                 | 10                 |             | 6           | 0           | 452    | 72     |
| 1981-1982        | Udinese          | A                | 26         | 5          | CI              | 4               | 1               | -                  | -                  | -                  | -           | -           | -           | 30     | 6      |
| 1982-1983        | Udinese          | A                | 27         | 3          | CI              | 5               | 2               | -                  | -                  | -                  | -           | -           | -           | 32     | 5      |
| 1983-1984        | Udinese          | A                | 30         | 3          | CI              | 9               | 2               | -                  | -                  | -                  | -           | -           | -           | 39     | 5      |
| Totale Udinese   | Totale Udinese   | Totale Udinese   | 83         | 11         |                 | 18              | 5               |                    | -                  | -                  |             | -           | -           | 101    | 16     |
| 1984-1985        | Inter            | A                | 24         | 0          | CI              | 10              | 1               | CU                 | 7                  | 2                  | -           | -           | -           | 41     | 3      |
| 1985-1986        | Lecce            | A                | 26         | 3          | CI              | 5               | 0               | -                  | -                  | -                  | TE          | 2           | 0           | 33     | 3      |
| Totale Lecce     | Totale Lecce     | Totale Lecce     | 29         | 3          |                 | 5               | 0               |                    | -                  | -                  |             | 2           | 0           | 36     | 3      |
| 1986-1987        | Triestina        | B                | 29         | 5          | CI              | 0               | 0               | -                  | -                  | -                  | -           | -           | -           | 29     | 5      |
| 1987-1988        | Triestina        | B                | 35         | 0          | CI              | 5               | 0               | -                  | -                  | -                  | -           | -           | -           | 40     | 0      |
| Totale Triestina | Totale Triestina | Totale Triestina | 64         | 5          |                 | 5               | 0               |                    | -                  | -                  |             | -           | -           | 69     | 5      |
| Totale carriera  | Totale carriera  | Totale carriera  | 570        | 76         |                 | 108             | 19              |                    | 78                 | 12                 |             | 8           | 0           | 764    | 107    |

### Cronologia presenze e reti in nazionale
| Cronologia completa delle presenze e delle reti in nazionale ― Italia | Cronologia completa delle presenze e delle reti in nazionale ― Italia | Cronologia completa delle presenze e delle reti in nazionale ― Italia | Cronologia completa delle presenze e delle reti in nazionale ― Italia | Cronologia completa delle presenze e delle reti in nazionale ― Italia | Cronologia completa delle presenze e delle reti in nazionale ― Italia | Cronologia completa delle presenze e delle reti in nazionale ― Italia | Cronologia completa delle presenze e delle reti in nazionale ― Italia |
| Data                                                                  | Città                                                                 | In casa                                                               | Risultato                                                             | Ospiti                                                                | Competizione                                                          | Reti                                                                  | Note                                                                  |
| --------------------------------------------------------------------- | --------------------------------------------------------------------- | --------------------------------------------------------------------- | --------------------------------------------------------------------- | --------------------------------------------------------------------- | --------------------------------------------------------------------- | --------------------------------------------------------------------- | --------------------------------------------------------------------- |
| 29-4-1972                                                             | Milano                                                                | Italia                                                                | 0 – 0                                                                 | Belgio                                                                | Qual. Euro 1972                                                       | -                                                                     | 46’                                                                   |
| 17-6-1972                                                             | Bucarest                                                              | Romania                                                               | 3 – 3                                                                 | Italia                                                                | Amichevole                                                            | 1                                                                     |                                                                       |
| 21-6-1972                                                             | Sofia                                                                 | Bulgaria                                                              | 1 – 1                                                                 | Italia                                                                | Amichevole                                                            | -                                                                     |                                                                       |
| 20-9-1972                                                             | Torino                                                                | Italia                                                                | 3 – 1                                                                 | Jugoslavia                                                            | Amichevole                                                            | -                                                                     |                                                                       |
| 13-1-1973                                                             | Napoli                                                                | Italia                                                                | 0 – 0                                                                 | Turchia                                                               | Qual. Mondiali 1974                                                   | -                                                                     |                                                                       |
| 25-2-1973                                                             | Istanbul                                                              | Turchia                                                               | 0 – 1                                                                 | Italia                                                                | Qual. Mondiali 1974                                                   | -                                                                     |                                                                       |
| 14-6-1973                                                             | Torino                                                                | Italia                                                                | 2 – 0                                                                 | Inghilterra                                                           | Amichevole                                                            | -                                                                     | 71’                                                                   |
| 20-10-1973                                                            | Roma                                                                  | Italia                                                                | 2 – 0                                                                 | Svizzera                                                              | Qual. Mondiali 1974                                                   | -                                                                     | 44’                                                                   |
| 14-11-1973                                                            | Londra                                                                | Inghilterra                                                           | 0 – 1                                                                 | Italia                                                                | Amichevole                                                            | -                                                                     |                                                                       |
| 8-6-1974                                                              | Vienna                                                                | Austria                                                               | 0 – 0                                                                 | Italia                                                                | Amichevole                                                            | -                                                                     | 46’                                                                   |
| 19-6-1974                                                             | Stoccarda                                                             | Italia                                                                | 1 – 1                                                                 | Argentina                                                             | Mondiali 1974 - 1º turno                                              | -                                                                     | 66’                                                                   |
| 23-6-1974                                                             | Stoccarda                                                             | Polonia                                                               | 2 – 1                                                                 | Italia                                                                | Mondiali 1974 - 1º turno                                              | -                                                                     |                                                                       |
| 20-11-1974                                                            | Rotterdam                                                             | Paesi Bassi                                                           | 3 – 1                                                                 | Italia                                                                | Qual. Euro 1976                                                       | -                                                                     |                                                                       |
| 29-12-1974                                                            | Genova                                                                | Italia                                                                | 0 – 0                                                                 | Bulgaria                                                              | Amichevole                                                            | -                                                                     | 46’                                                                   |
| 26-10-1975                                                            | Varsavia                                                              | Polonia                                                               | 0 – 0                                                                 | Italia                                                                | Qual. Euro 1976                                                       | -                                                                     |                                                                       |
| 22-11-1975                                                            | Roma                                                                  | Italia                                                                | 1 – 0                                                                 | Paesi Bassi                                                           | Qual. Euro 1976                                                       | -                                                                     |                                                                       |
| 30-12-1975                                                            | Firenze                                                               | Italia                                                                | 3 – 2                                                                 | Grecia                                                                | Amichevole                                                            | -                                                                     |                                                                       |
| 7-4-1976                                                              | Torino                                                                | Italia                                                                | 3 – 1                                                                 | Portogallo                                                            | Amichevole                                                            | -                                                                     |                                                                       |
| 23-5-1976                                                             | Washington                                                            | Stati Uniti League XI                                                 | 0 – 4                                                                 | Italia                                                                | Torneo del Bicentenario                                               | -                                                                     | 67’                                                                   |
| 28-5-1976                                                             | New York                                                              | Inghilterra                                                           | 3 – 2                                                                 | Italia                                                                | Torneo del Bicentenario                                               | -                                                                     | 57’                                                                   |
| 31-5-1976                                                             | New Haven                                                             | Brasile                                                               | 4 – 1                                                                 | Italia                                                                | Torneo del Bicentenario                                               | -                                                                     | 83’                                                                   |
| 5-6-1976                                                              | Milano                                                                | Italia                                                                | 4 – 2                                                                 | Romania                                                               | Amichevole                                                            | -                                                                     |                                                                       |
| 25-9-1976                                                             | Roma                                                                  | Italia                                                                | 3 – 0                                                                 | Jugoslavia                                                            | Amichevole                                                            | -                                                                     |                                                                       |
| 16-10-1976                                                            | Lussemburgo                                                           | Lussemburgo                                                           | 1 – 4                                                                 | Italia                                                                | Qual. Mondiali 1978                                                   | -                                                                     |                                                                       |
| 17-11-1976                                                            | Roma                                                                  | Italia                                                                | 2 – 0                                                                 | Inghilterra                                                           | Qual. Mondiali 1978                                                   | -                                                                     |                                                                       |
| 22-12-1976                                                            | Lisbona                                                               | Portogallo                                                            | 2 – 1                                                                 | Italia                                                                | Amichevole                                                            | -                                                                     |                                                                       |
| 26-1-1977                                                             | Roma                                                                  | Italia                                                                | 2 – 1                                                                 | Belgio                                                                | Amichevole                                                            | -                                                                     |                                                                       |
| 8-6-1977                                                              | Helsinki                                                              | Finlandia                                                             | 0 – 3                                                                 | Italia                                                                | Qual. Mondiali 1978                                                   | -                                                                     | 46’                                                                   |
| 8-10-1977                                                             | Berlino Ovest                                                         | Germania Ovest                                                        | 2 – 1                                                                 | Italia                                                                | Amichevole                                                            | -                                                                     | 67’                                                                   |
| 15-10-1977                                                            | Torino                                                                | Italia                                                                | 6 – 1                                                                 | Finlandia                                                             | Qual. Mondiali 1978                                                   | -                                                                     |                                                                       |
| 16-11-1977                                                            | Londra                                                                | Inghilterra                                                           | 2 – 0                                                                 | Italia                                                                | Qual. Mondiali 1978                                                   | -                                                                     |                                                                       |
| 3-12-1977                                                             | Roma                                                                  | Italia                                                                | 3 – 0                                                                 | Lussemburgo                                                           | Qual. Mondiali 1978                                                   | 1                                                                     |                                                                       |
| 18-5-1978                                                             | Roma                                                                  | Italia                                                                | 0 – 0                                                                 | Jugoslavia                                                            | Amichevole                                                            | -                                                                     |                                                                       |
| 2-6-1978                                                              | Mar del Plata                                                         | Italia                                                                | 2 – 1                                                                 | Francia                                                               | Mondiali 1978 - 1º turno                                              | -                                                                     |                                                                       |
| 6-6-1978                                                              | Mar del Plata                                                         | Italia                                                                | 3 – 1                                                                 | Ungheria                                                              | Mondiali 1978 - 1º turno                                              | -                                                                     |                                                                       |
| 10-6-1978                                                             | Buenos Aires                                                          | Italia                                                                | 1 – 0                                                                 | Argentina                                                             | Mondiali 1978 - 1º turno                                              | -                                                                     |                                                                       |
| 14-6-1978                                                             | Buenos Aires                                                          | Germania Ovest                                                        | 0 – 0                                                                 | Italia                                                                | Mondiali 1978 - 2º turno                                              | -                                                                     |                                                                       |
| 18-6-1978                                                             | Buenos Aires                                                          | Italia                                                                | 1 – 0                                                                 | Austria                                                               | Mondiali 1978 - 2º turno                                              | -                                                                     |                                                                       |
| 21-6-1978                                                             | Buenos Aires                                                          | Paesi Bassi                                                           | 2 – 1                                                                 | Italia                                                                | Mondiali 1978 - 2º turno                                              | -                                                                     | 46’                                                                   |
| 24-6-1978                                                             | Buenos Aires                                                          | Brasile                                                               | 2 – 1                                                                 | Italia                                                                | Mondiali 1978 - Finale 3º posto                                       | 1                                                                     | [ 15 ]                                                                |
| 20-9-1978                                                             | Torino                                                                | Italia                                                                | 1 – 0                                                                 | Bulgaria                                                              | Amichevole                                                            | -                                                                     |                                                                       |
| 23-9-1978                                                             | Firenze                                                               | Italia                                                                | 1 – 0                                                                 | Turchia                                                               | Amichevole                                                            | -                                                                     | 46’                                                                   |
| 8-11-1978                                                             | Bratislava                                                            | Cecoslovacchia                                                        | 3 – 0                                                                 | Italia                                                                | Amichevole                                                            | -                                                                     |                                                                       |
| 21-12-1978                                                            | Roma                                                                  | Italia                                                                | 1 – 0                                                                 | Spagna                                                                | Amichevole                                                            | -                                                                     |                                                                       |
| 24-2-1979                                                             | Milano                                                                | Italia                                                                | 3 – 0                                                                 | Paesi Bassi                                                           | Amichevole                                                            | -                                                                     |                                                                       |
| 26-5-1979                                                             | Roma                                                                  | Italia                                                                | 2 – 2                                                                 | Argentina                                                             | Amichevole                                                            | 1                                                                     |                                                                       |
| 26-9-1979                                                             | Firenze                                                               | Italia                                                                | 1 – 0                                                                 | Svezia                                                                | Amichevole                                                            | -                                                                     | 46’                                                                   |
| 17-11-1979                                                            | Udine                                                                 | Italia                                                                | 2 – 0                                                                 | Svizzera                                                              | Amichevole                                                            | -                                                                     | 70’                                                                   |
| 16-2-1980                                                             | Napoli                                                                | Italia                                                                | 2 – 1                                                                 | Romania                                                               | Amichevole                                                            | 1                                                                     |                                                                       |
| 15-3-1980                                                             | Milano                                                                | Italia                                                                | 1 – 0                                                                 | Uruguay                                                               | Amichevole                                                            | -                                                                     |                                                                       |
| 19-4-1980                                                             | Torino                                                                | Italia                                                                | 2 – 2                                                                 | Polonia                                                               | Amichevole                                                            | 1                                                                     |                                                                       |
| 12-6-1980                                                             | Milano                                                                | Italia                                                                | 0 – 0                                                                 | Spagna                                                                | Euro 1980 - 1º turno                                                  | -                                                                     |                                                                       |
| 15-6-1980                                                             | Torino                                                                | Italia                                                                | 1 – 0                                                                 | Inghilterra                                                           | Euro 1980 - 1º turno                                                  | -                                                                     | 88’                                                                   |
| 18-6-1980                                                             | Roma                                                                  | Italia                                                                | 0 – 0                                                                 | Belgio                                                                | Euro 1980 - 1º turno                                                  | -                                                                     |                                                                       |
| 21-6-1980                                                             | Napoli                                                                | Cecoslovacchia                                                        | 1 – 1 (9 – 8 dtr)                                                     | Italia                                                                | Euro 1980 - Finale 3º posto                                           | -                                                                     | [ 15 ]                                                                |
| 24-9-1980                                                             | Genova                                                                | Italia                                                                | 3 – 1                                                                 | Portogallo                                                            | Amichevole                                                            | -                                                                     | 46’                                                                   |
| 11-10-1980                                                            | Lussemburgo                                                           | Lussemburgo                                                           | 0 – 2                                                                 | Italia                                                                | Qual. Mondiali 1982                                                   | -                                                                     | 80’                                                                   |
| 28-5-1982                                                             | Ginevra                                                               | Svizzera                                                              | 1 – 1                                                                 | Italia                                                                | Amichevole                                                            | -                                                                     |                                                                       |
| 18-6-1982                                                             | Vigo                                                                  | Italia                                                                | 1 – 1                                                                 | Perù                                                                  | Mondiali 1982 - 1º turno                                              | -                                                                     | 46’                                                                   |
| 11-7-1982                                                             | Madrid                                                                | Italia                                                                | 3 – 1                                                                 | Germania Ovest                                                        | Mondiali 1982 - Finale                                                | -                                                                     | 89’                                                                   |
| 27-10-1982                                                            | Roma                                                                  | Italia                                                                | 0 – 1                                                                 | Svizzera                                                              | Amichevole                                                            | -                                                                     | 84’                                                                   |
| 4-12-1982                                                             | Firenze                                                               | Italia                                                                | 0 – 0                                                                 | Romania                                                               | Qual. Euro 1984                                                       | -                                                                     | 46’                                                                   |
| 12-2-1983                                                             | Limassol                                                              | Cipro                                                                 | 1 – 1                                                                 | Italia                                                                | Qual. Euro 1984                                                       | -                                                                     |                                                                       |
| Totale                                                                |                                                                       | Presenze                                                              | 63                                                                    |                                                                       | Reti                                                                  | 6                                                                     |                                                                       |

## Palmarès

Da sinistra, in primo piano: Causio e Zoff attendono che il loro capitano Furino alzi la Coppa Italia 1978-1979.

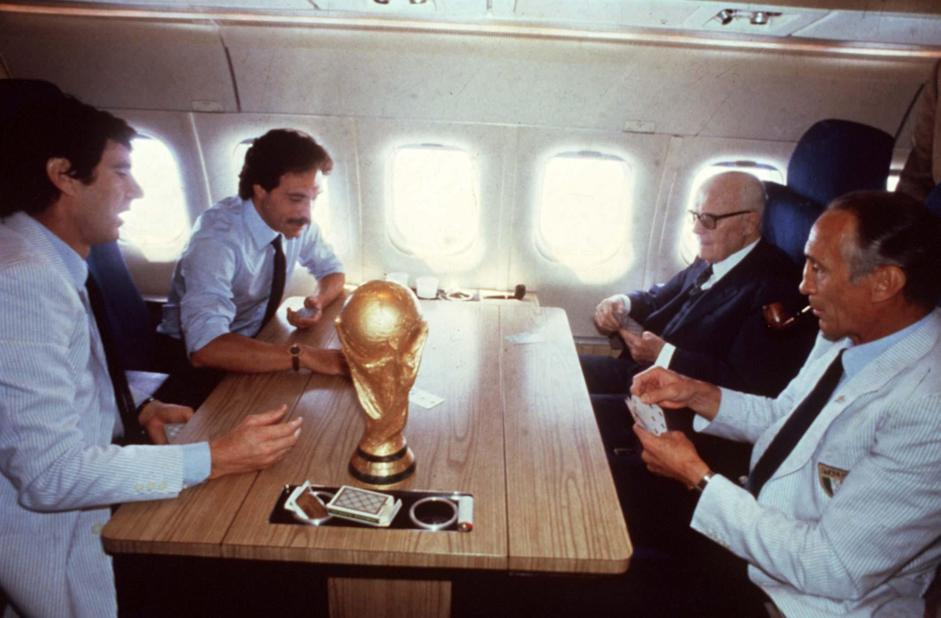
Da sinistra: Zoff, Causio, il presidente Pertini e Bearzot al ritorno dalla Spagna dopo la vittoria del.

### Club

#### Competizioni nazionali
- Campionato italiano: 6

Juventus: 1971-1972, 1972-1973, 1974-1975, 1976-1977, 1977-1978, 1980-1981
- Coppa Italia: 1

Juventus: 1978-1979

#### Competizioni internazionali
- Coppa UEFA: 1

Juventus: 1976-1977

### Nazionale
- Campionato mondiale: 1

Spagna 1982

### Individuale
- Guerin d'oro della rivista Guerin Sportivo: 1

1981-1982